# GOOD MORNING SATELLITE
「GOOD MORNING SATELLITE」（グッド・モーニング・サテライト）は、1990年4月にリリースされたDEAD ENDの通算3枚目のシングルである。発売元はBMG Victor。

## 解説
DEAD END活動休止前の最後のリリース作品。本作がリリースされた時には、すでにDr.湊が脱退している。
オリジナルアルバムには未収録であるが、同年リリースのライヴ盤『DEAD END』にタイトル曲のライヴ音源が収録された。スタジオ音源は、1997年のベスト盤『ALL IN ONE』にタイトル曲のみ収録された。その後、2009年にオリジナルアルバム『ZERO』が再発された際に、ボーナストラックとして2曲共に収録された。
タイトル曲は東宝映画『ふうせん』主題歌で、c/w曲は同映画の挿入歌。後に映画のサウンドトラックには、インスト曲として収録（このインスト版の「GOOD MORNING SATELLITE」は、F1ドライバーのミハエル・シューマッハのテーマ曲として使われていた時期があった）。

## 収録曲
1. GOOD MORNING SATELLITE（4分35秒）
  - 作詞:MORRIE／作曲:YOU／編曲:DEAD END
2. 原始のかけら（5分08秒）